# Kjersti Thun
Kjersti Thun (18 de junho de 1974) é uma futebolista norueguesa, medalhista olímpica

## Carreira
Kjersti Thun foi medalhista olímpica de bronze pela seleção de seu país em 1996.